# Київське літературно-артистичне товариство

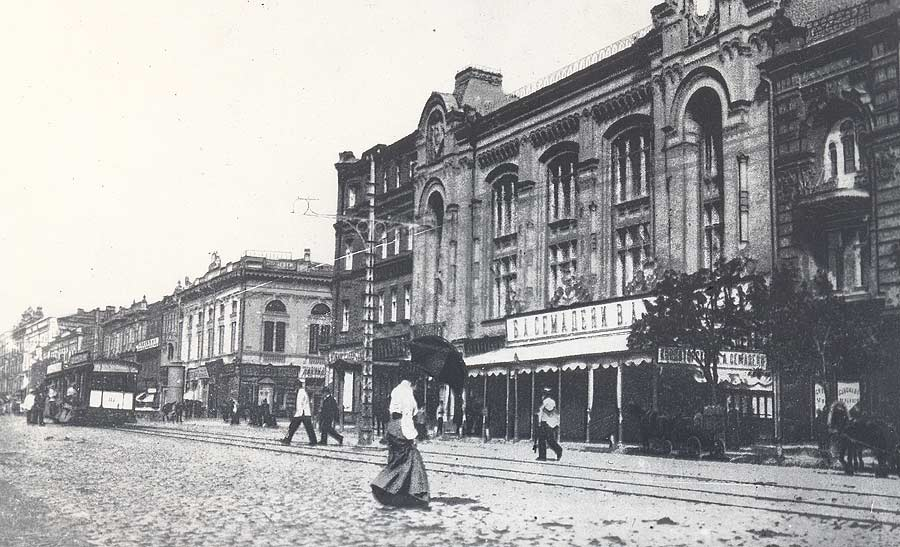
Київське літературно-артистичне товариство на Хрещатику, 15

Ки́ївське літерату́рно-артисти́чне товари́ство (КЛАТ) — громадське об'єднання артистів, художників, літераторів, учених, що діяло в Києві в 1895—1905 роках.

## Основні відомості
Товариство ставило за мету творче спілкування і взаємодопомогу представників усіх артистичних і літературних професій у Києві. 1902 року налічувало понад 160 дійсних членів. Головою КЛАТ був архітектор Володимир Ніколаєв.
Одним із засновників товариства був російський письменник Микола Ніколаєв.
У вересні 1905 року згідно з наказом царського уряду товариство було закрито.

## Музична комісія
Музичну комісію при КЛАТ очолював Микола Лисенко. До її складу входили відомі музиканти і музичні педагоги Казимир П'ятигорович, Єлизавета Мусатова-Кульженко, Михайло Сікард, Карл Шадек, Микола Тутковський, Людмила Паращенко. В клубі КЛАТ щонеділі відбувалися концерти, які присвячувались М. Глінці, П. Чайковському, О. Бородіну, Ф. Мендельсону, Ф. Шуберту, Ф. Шопену, М. Лисенкові та іншим видатним композиторам.